# Anisia inflexa
Anisia inflexa är en tvåvingeart som beskrevs av Wulp 1890. Anisia inflexa ingår i släktet Anisia och familjen parasitflugor. Inga underarter finns listade i Catalogue of Life.